# Park Zofii Las
Park Zofii Las – park miejski w Białej Podlaskiej położony w dzielnicy Wola, w części miasta Zofilas, między ulicami: Parkową, Waryńskiego, Sidorską i aleją Jana Pawła II. Zajmuje powierzchnię 3,7 hektara.
Park zaczęto tworzyć w 1935 r. Nazwa parku pochodzi od letniej rezydencji Zofii Radziwiłłowej, która mieściła się w tym miejscu.
W 2010 r. park został poddany gruntownej rozbudowie. Inwestycja objęła ułożenie chodników z kostki brukowej, wymianę lamp i ławek, a także modernizację parkowego placu zabaw.
Na terenie parku znajdował się cmentarz wojenny z okresu I wojny światowej.